# Mimoň III
Mimoň III je jedna z osmi částí města Mimoň v okrese Česká Lípa. Je tvořena hlavní částí centra města na pravém (západním) břehu řeky Ploučnice a přesahuje do zámeckého parku na levém břehu řeky.

## Poloha
Mimoň III leží v katastrálním území Mimoň o výměře 13,47 km2.

## Části Mimoně III
Městskou část Mimoň III tvoří základní sídelní jednotky:
- Mimoň-střed díl 1 (Panská a Mírová ulice a pás území přes Ploučnici až k zámeckému parku)
- U nádraží díl 2 (oblast ulic Sokolská, Raisova, Hřbitovní včetně hřbitova, Zahradní – západně od centra směrem k novému nádraží)
- Pod Ralskem díl 2 (nepatrná část)

## Obyvatelstvo
| Rok    | Obyv. | ± %     |
| ------ | ----- | ------- |
| 1980   | 641   | —       |
| 1991   | 480   | −25,1 % |
| 2001   | 457   | −4,8 %  |
| 2011   | 472   | +3,3 %  |
| 2021   | 566   | +19,9 % |
| Zdroj: |       |         |

## Další údaje
Je zde evidováno 151 adres a 13 ulic (příklady: náměstí 1. máje, část nám. Čsl. armády, Vranovská, Nádražní, Březinova). Trvale zde žije 457 obyvatel. PSČ je 47124.

## Pamětihodnosti
- Náměstí 1. máje:
  - sochou Nanebevzetí Panny Marie
  - Zámecký park u zbořeného zámku
  - Zámecký most

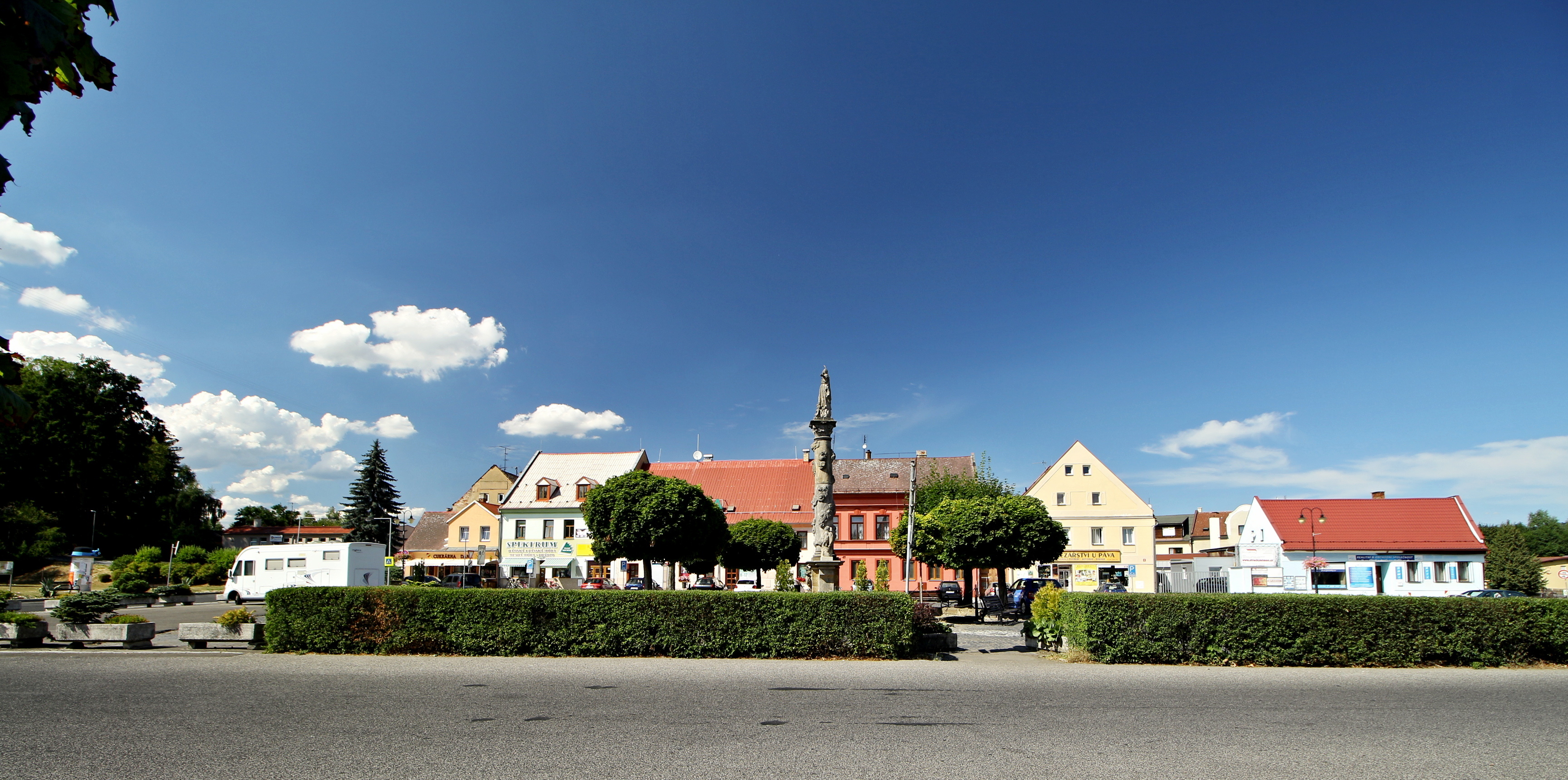
Náměstí 1. máje

- Pískovckové pivovarské sklepy (jeskyně)
- Fara a kostel sv. Petra a Pavla s kaplí. Prochází tudy mimoňská poutní cesta
- Městský hřbitov s kapličkou
- Sousoší Getsemanská zahrada